# 501部隊

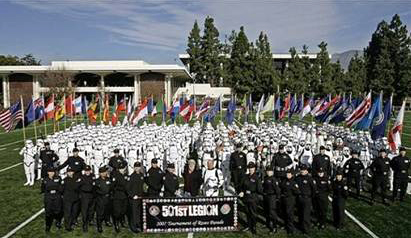
2007年、ジョージ・ルーカスと一緒に記念撮影する501部隊メンバー。

501部隊（501ぶたい）または第501軍団（英語: 501st Legion）は、スター・ウォーズのコスプレ団体である。帝国軍のストームトルーパーの鎧、シス卿、クローン・トルーパー、バウンティーハンターその他のスター・ウォーズに出てくる悪役にそっくりなレプリカを作り、着ることに心血を注いでいるファンによって構成されている。「ベイダーの拳（Vader's Fist）」という愛称で呼ばれる501部隊はすべてボランティアで構成されている。
1997年、アルビン・ジョンソンとトム・クルーズによって南カルフォルニアで結成された。部隊は6大陸で活動しており、60か国以上に「駐屯地」や「植民地」として知られている地域ユニットがある。部隊は公式、非公式を問わずさまざまな販促イベントやチャリティイベントに参加している。ウォルト・ディズニー・カンパニーやルーカスフィルムと正式に提携しているわけではないが、公式シリーズの『マンダロリアン』にエキストラとして出演した。

## 活動
501部隊は自分たちが同じ隊であるという共通認識のもと、世界中のコスチューム愛好家を集めることを目的として結成された構成員全員がボランティアである組織である。501部隊は質の高いコスチュームの制作と着用を通してスターウォーズへの関心を高め、スターウォーズ関連のイベントでそれらのコスチュームの使用を促し、そしてコスチュームを着てチャリティーやボランティアに参加することを通して地域コミュニティに貢献することを目的としている。

## 歴史

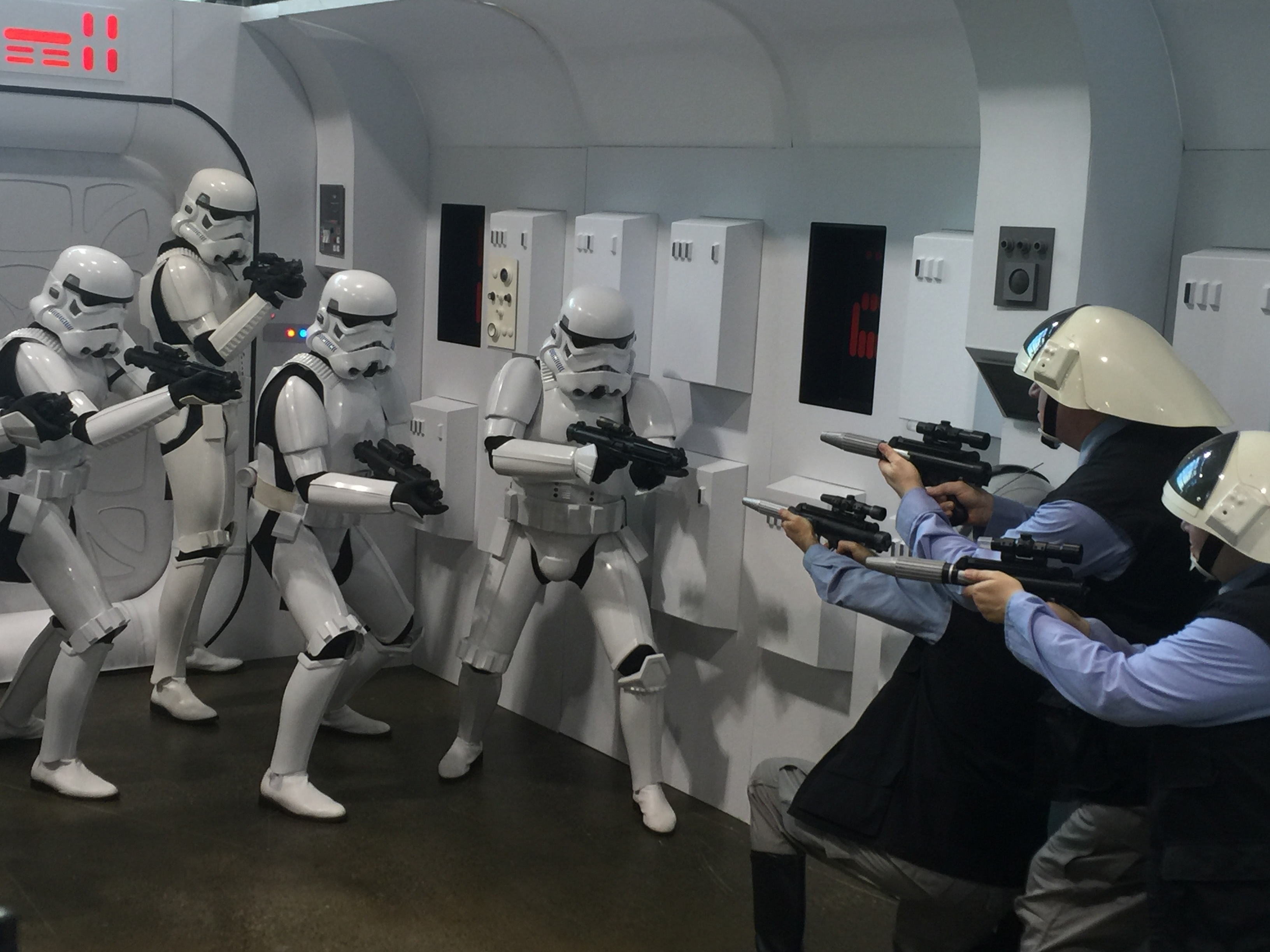
2016年にトロントで開催されたファン・エキスポ・カナダでの501部隊。

1997年、アルビン・ジョンソンとトム・クルーズによってサウスカロライナ州で組織された。2人がストームトルーパーの格好で映画館に行き、写真をインターネットで共有していたところ、同じようなことをしたいと考えるファン仲間が増えたためにストームトルーパーの部隊を真似たファンクラブを作ることになったという。2010年には5000人以上のメンバーが所属しており、そのうち24%が女性であった。2015年時点で8200人以上のメンバーを抱えるようになった。部隊は6大陸で活動しており、60か国以上に「駐屯地」や「前哨基地」として知られている地域ユニットがある。
クラブの創設者であるジョンソンとクルーズは、帝国軍のストームトルーパーの架空の部隊を表すために501部隊という名称を選んだ。ジョンソンはグループを「現実的な」世界に根付かせ、第二次世界大戦時に空軍に所属していた自分の父親のような真の戦争の英雄たちに敬意を払いたいと考えていた。数字はとくに意味がなく、401と501が最終候補であったが、「韻を踏み、かつ言いやすいという理由」で501（読み方の一例: "Five-oh-first"、ファイブ・オー・ファースト）が選ばれたという。

## 会員
組織には入会基準が設けられており、応募者は少なくとも18歳以上で、スター・ウォーズシリーズの悪役の高品質な衣装を最低1着保有していると証明できるものを持っていなければならない。審査は比較的「厳正」である。会員権を維持するためには最低一箇所のローカルユニットに入隊するか、1年に1回は隊レベルのイベントに出席し、501部隊の行動綱領を守らねばならない。

### 部隊認識番号
501部隊の会員は3774、DZ-40201のような文字と数字を組み合わせた番号で認識される。501舞台の創設者であるアルビン・ジョンソンは、「デザートトルーパーは「TD」という分類でミッションの特別訓練校出身、スノウトルーパーは「TS」、バイカースカウトは「TB」になる」と決めた。

### ギャラクティック・アカデミー
18歳以下のスター・ウォーズコスプレイヤーには、501部隊は提携クラブであるレベル・リージョンと連携し、子どものためにギャラクティック・アカデミーという名前の共同クラブを作っている。ギャラクティック・アカデミーは「悪玉」と「善玉」両方のコスチュームを扱い、会員に年齢制限はなく、コスチュームの水準についても厳しい規定は無い。『スター・ウォーズ』とコスチュームを着るのが好きだという共通点のあるさまざまな年齢の子どもたちが安全にオンラインでお互いにつながることができるような環境を提供している。

## 活動内容

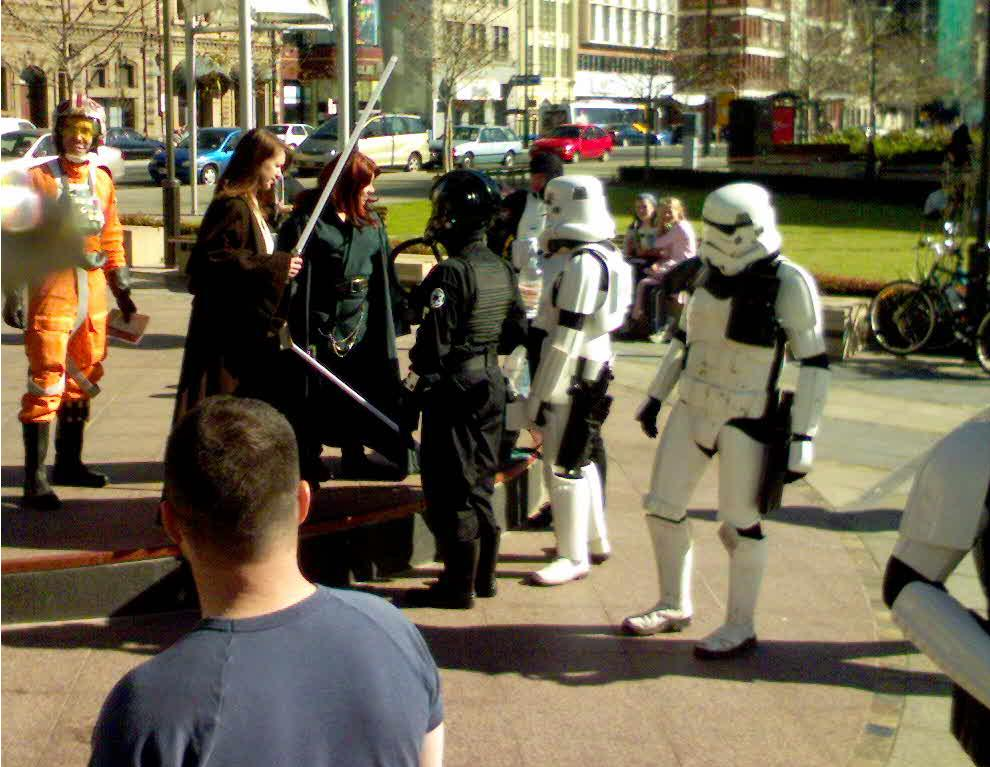
アデレードの博物館で科学フェアの観客を迎える501部隊メンバー。

501部隊はさまざまな場所を訪問したり、いろいろなイベントに出演したりしている。たとえば、スター・ウォーズのパロディ映画『ファンボーイズ』のDVD発売記念イベント（2010年）では、501部隊の日本支部のメンバーが参加している。

### 図書館
501部隊はスター・ウォーズ・フランチャイズの若いファンのリテラシー向上を目指して公共図書館で行われるスター・ウォーズイベントを支援するため頻繁に召集を受けている。図書館の「スター・ウォーズ・デイ」（公式の「スター・ウォーズ・リーズ・デイ」を含む）は 図書館の年間スケジュールの中でも最も人気があるイベントのひとつである。ストームトルーパーお話タイムやジェダイトレーニングゲーム、トリビアクイズコンテスト、お絵描きステーションなどがもうけられ、501部隊はこうしたイベントの成功に一役買うべく出演している。

### 慈善活動
501部隊は出演料を請求することは決してないが、軍団や地方の軍団の部隊に敬意を表す形でのチャリティー活動への寄付は歓迎する。もしイベントの主催者側に慈善活動をするにあたって薦める団体がない場合、部隊のメンバーはよくメイク・ア・ウィッシュ基金あての寄付をすすめる。 
2016年、501部隊のメンバーは182,000時間以上のコミュニティサービスを提供し、直接的な寄付だけで889,000米ドル以上を集め、イベント参加の結果として世界中の慈善団体のために4,600万ドル以上が集まった。
慈善活動の例としては、病気の子どもたちの慰問のため、病院の小児科病棟を訪問することなどが挙げられる。

### プロスポーツイベント
501部隊はアメリカ合衆国でさまざまなマイナーリーグやメジャーリーグのスポーツと提携しており、ナショナルホッケーリーグ、メジャーリーグベースボール、ナショナルバスケットボールアソシエーションのスター・ウォーズ関連イベントに出演している。こうしたイベントは観客に好評で出席者も多い。501部隊のメンバーはアイスホッケーや野球のマイナーリーグ、大学スポーツ、アリーナフットボールリーグ、ナショナル・フットボール・リーグの試合にも参加している。

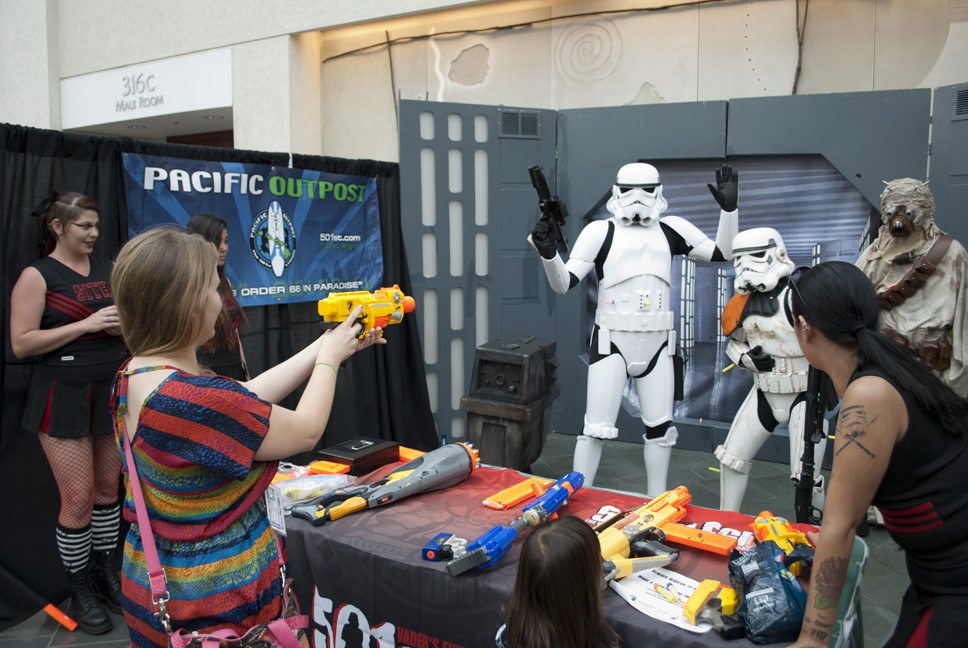
チャリティイベントに出演し、ナーフブラスターで「撃たれる」501部隊のトルーパー。

### ファン大会

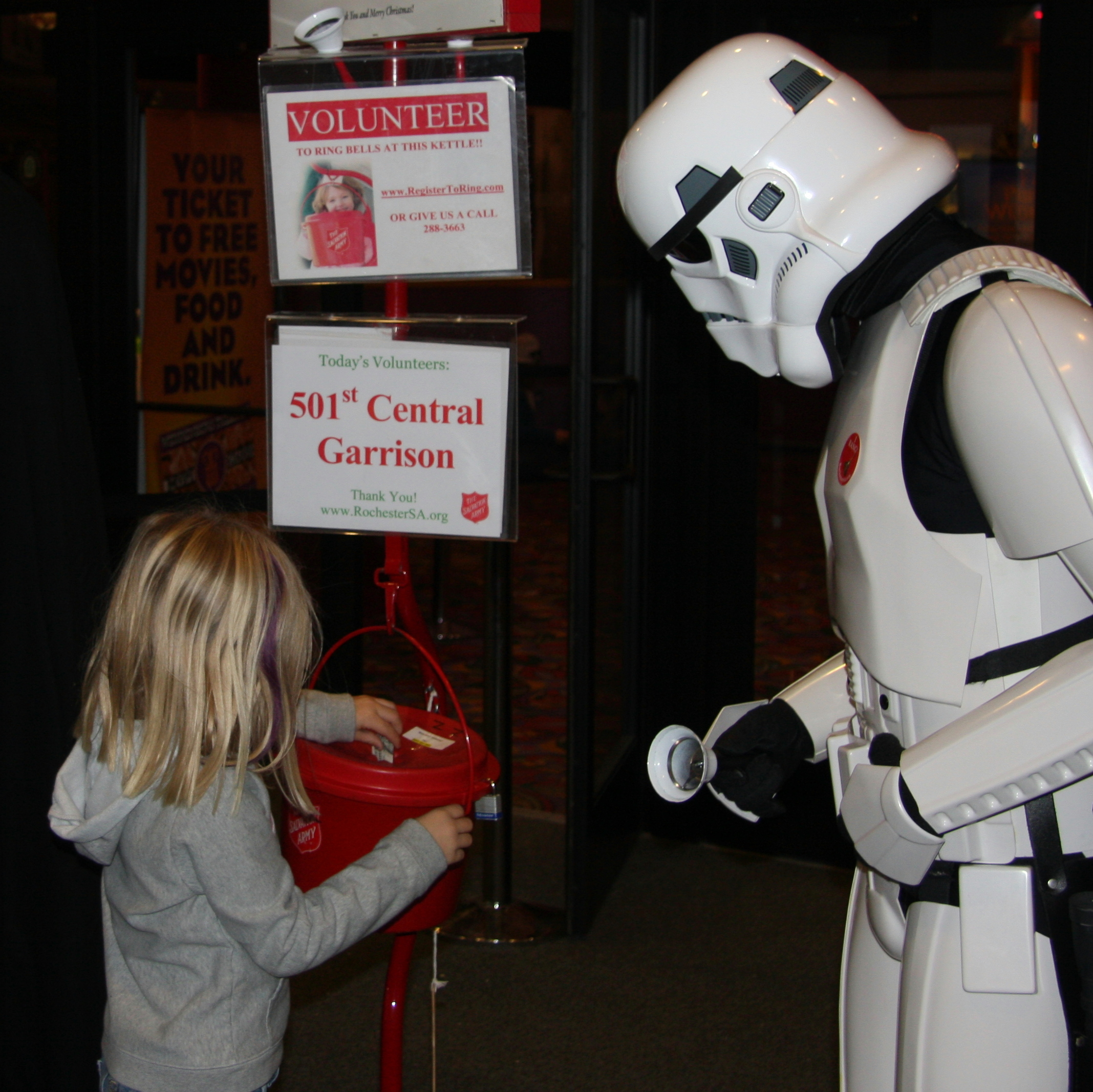
救世軍への寄付を求める、ストームトルーパーに扮した501部隊の隊員。

501部隊のメンバーは頻繁に大規模なファン大会に登場し、ドロイド・ハントのゲームなどに出演している。

### ドラマシリーズ
スター・ウォーズ・フランチャイズの公式ドラマシリーズである『マンダロリアン』では、パイロット版の監督が撮影に充分なストームトルーパーのコスチュームがそろっていないことに気付いたため、501部隊がストームトルーパーを演じるエキストラとして召集された。